# Negassie Krestos
Negassie ou Negasi Krestos foi o principe governante de Shewa (governo de c.1682 - c.1703 e um importante nobre de etnia Amhara da Etiópia. Os registros oficias apontan que seu pai Lesba Qal (senhor de Agancha, em Menz) era um descendente direto de quarta geração do príncipe Yaqob, filho do Imperador Lebna Dengel, e então descendente direto da Dinastia salomónica. Esta versão foi relatada por Serta Wold, um conselheiro de Sahle Sellassie e é apontada como uma falsificação posterior da genealogia, para justificar o direito imperial de seus herdeiros, dois séculos depois. Existem outras versões de sua ascendência de acordo com relatos por volta de 1840: uma é que sua mãe, Senebeit, era uma mulher de ascendência imperial e seu pai um rico proprietário de terras de Menz; outra versão aponta que Senebeit era filha de Ras Faris, que figiu para Menz com outros seguidores do Imperador Susenyos."
Após lutas contra Wollo e Yejju Oromo ao norte de Menz, ele subjugou os Oromo no distrito de Yifat, que viria a substituir Menz como a sede do governo de Shewa. Suas conquistas subsequentes incluiram os distritos de Debdabo, Mengist, Makfud, Doqaqit e Asundabe. Com estas conquistas, ao final do século XVII Negassie conseguia estabelecer o estado autônomo de Shewa. Negassie foi o responsável em mudar a capital de Shewa do centro antigo de Tegulet para Debre Berhan. Seu palácio de pedra ainda existia quando Rochet d'Hericourt visitou Debre Berhan em 1840.
No início do século XVIII, Negassie viajou até Gondar para prestas honras ao Imperador Iyasus I, onde veio a falecer de varíola. Negassie foi sepultado na igrecha Fit Abbo, onde seu túmulo e a área de seu encampamento continuam a ser objetos de interesse histórico.  Ele não conseguiu obter o título de Meridazmach do Imperador, título que seu filho Sebestyanos viria a adotar unilateralmente. Após sua morte uma série de conflitos afligiu Shewa, com muitos territórios conquistados retornando a seus governantes originais.

## Notes
1. ↑  Mordechai Abir, Ethiopia: The Era of the Princes; The Challenge of Islam and the Re-unification of the Christian Empire (1769-1855) (London: Longmans, 1968), p. 144 n.2.
2. ↑  Richard P.K. Pankhurst, History of Ethiopian Towns: From the Middle Ages to the Early Nineteenth Century (Wiesbaden: Franz Steiner Verlag, 1982), p. 185.
3. ↑  Donald N. Levine, Wax and Gold: Tradition and Innovation in Ethiopia Culture (Chicago: University Press, 1972), p. 32
4. ↑  Abir, p. 146.